# Francesco Ciampi
Francesco Ciampi (* 1690? Pisa – po roce 1764? Řím) byl italský houslista a hudební skladatel.

## Život
O Francescu Ciampim se dochovalo jen málo informací. Narodil se v Pise a nejprve působil jako houslista a později jako kapelník na dvoře vévody z Massa, Alderama Cybo-Malaspina. Dne 3. července 1719 se stal členem prestižní Accademia Filarmonica v Bologni. Od roku 1735 byl kapelníkem v Římě, v dnes již zbořeném kostele Sant'Angelo Custode. V roce 1764 je ještě uveden v seznamu členů Accademia filarmonica di Bologna. Po tomto roce nejsou již o něm žádné zprávy.

## Opery
- Sofonisba (1715 Livorno)
- Timocrate (1716 Massa)
- Tamerlano (1716 Massa)
- Il Teuzzone (1717 Massa)
- L'amante ravveduto (1725 Bologna)
- Ciro (1726 Milán, Teatro Regio Ducale)
- Lucio Vero (1726 Mantova)
- Zenobia (1726 Mantova)
- Onorio (1729 Benátky, Teatro San Giovanni Grisostomo)
- Demofoonte (1735 Řím, Teatro Tordinona)